# 채규대
채규대(蔡奎大, 1890년~1906년 4월 8일)은 한국의 독립운동가이다.

## 생애
1906년 4월 8일, 아버지 채광묵과의 홍주성 탈환작전에서 일본군의 공격에 의해 아버지 채광묵과 함께 전사했다.